# Arctonyx hoevenii
Balisaur de Sumatra
Espèce
Statut de conservation UICN

LCA2cd+3cd+4cd : Préoccupation mineure
Arctonyx hoevenii, le Balisaur de Sumatra, est une espèce de mustélidés endémique de l'île de Sumatra en Indonésie.

## Répartition
L'espèce est endémique des régions de hautes altitudes de Sumatra, à savoir la chaîne de Barisan, qui s'étend sur toute la longueur de l'île. Son aire de répartition s'étend des contreforts inférieurs, commençant à environ 700 m, jusqu'aux zones les plus élevées de l'île. En 1918, le crâne d'un spécimen d’Arctonyx hoevenii a été découvert dans la zone montagneuse de Gunung Kerinci. Son habitat principal est généralement constitué de forêts de nuages, de montagne ainsi que de prairies subalpines tropicales entre 200 et 1 600 m d'altitude. Cette espèce est commune dans toute son aire de répartition.

## Description
Arctonyx hoevenii est la plus petite espèce de son genre avec une taille comparable à celle d’un gros chat domestique. Sa fourrure est peu dense pour s'adapter au climat chaud et humide de son habitat. Son pelage foncé, virant au noir, est un bon outil de camouflage dans la jungle. Arctonyx hoevenii présente le groin caractéristique de son genre, qui fait appeler ces espèces du nom commun de « blaireau-cochon ». Ses griffes, longues et assez acérées, sont bien adaptées pour creuser et chercher de la nourriture. Elles sont courbés vers le bas, un peu comme celles de l'ours malais, une espèce avec laquelle elle partage l'aire de répartition.

## Classification
Le nom valide complet (avec auteur) de ce taxon est Arctonyx hoevenii (Hubrecht, 1891).
L'espèce a été initialement classée dans le genre Trichomanis sous le protonyme Trichomanis hoevenii Hubrecht, 1891,.
En 2009 une étude a élevé ce taxon au rang d'espèce alors qu'elle était jusqu'alors considérée comme une sous-espèce d’Arctonyx collaris.
Ce taxon porte en français le nom vernaculaire ou normalisé suivant : Balisaur de Sumatra.
Arctonyx hoevenii a pour synonymes :
- Arctonyx collaris hoevenii (Hubrecht, 1891)
- Trichomanis hoevenii Hubrecht, 1891

### Étymologie
Son épithète spécifique, hoevenii, lui a été donnée en l'honneur de l'homme politique néerlandais Abraham Pruijs van der Hoeven (en) (1829-1907) alors gouverneur sur l'île de Sumatra et qui a transmis l'holotype pour étude, spécimen qu'il avait lui même reçu quelques années auparavant.

### Publication originale
- (en) A. A. W. Hubrecht, « A new Mammal from Sumatra », Notes from the Leyden Museum, Leyde, E. J. Brill, vol. 13, no 4,‎ 1891, p. 241-242 (ISSN 1872-9231, OCLC 1755814, lire en ligne).